# Energistyrelsen
Energistyrelsen blev oprettet i 1976 og er pr. 23. november 2007 en styrelse under Klima- og Energiministeriet. Der er ca. 900 medarbejdere beskæftiget i Energistyrelsen. Energistyrelsen arbejder med nationale og internationale opgaver i relation til produktion, forsyning og forbrug af energi, samt reduktion af Danmarks fossil-CO2-udledning.
Missionen er at sikre en klimavenlig, effektiv og sikker energianvendelse og -produktion. Visionen er at Danmark skal være 100 pct. uafhængigt af fossile brændsler, Energistyrelsen er i denne proces en førende aktør – nationalt som internationalt.
Energistyrelsen har ansvaret for hele kæden af opgaver knyttet til produktion og forsyning, transport og forbrug af energi, samt energieffektivisering og energibesparelser. Samtidig har styrelsen ansvaret for den danske klimaindsats, herunder for implementering af de nationale fossil-CO2-mål, indsatsen til begrænsning af udslippet af drivhusgasser samt klimatilpasning.
En af Energistyrelsens centrale opgaver er at rådgive ministeren om energi- og klimaspørgsmål og varetage administrationen af den danske energilovgivning. Endvidere gennemfører styrelsen analyser og vurderinger af udviklingen på energi- og klimaområdet nationalt og internationalt og varetager danske energipolitiske interesser i det internationale samarbejde.
Energistyrelsen er organiseret i fem faglige områder, og har endvidere tilknyttet et administrationssekretariat og et energisparecenter.

## Ekstern henvisning
- Energistyrelsens hjemmeside (kilde) Arkiveret 11. marts 2018 hos  Wayback Machine

55°41′12″N 12°35′45″Ø / 55.6868°N 12.5958°Ø